# Paul II. Anton Esterházy de Galantha

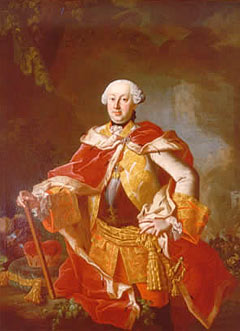
Paul II. Anton Esterházy

Stammbaum der Fürsten Esterházy

Fürst Paul II. Anton Esterházy de Galantha (* 22. April 1711 in Eisenstadt im Burgenland; † 18. März 1762 in Wien) war kaiserlicher Feldmarschall und Diplomat.

## Leben
Paul Anton (Antal Pál) wurde 1711 als Sohn von József Antal Esterházy (1688–1721) und der Baronin Maria Octavia von Gilleis zu Theras und Sonnenberg geboren. Er hatte zwei jüngere Bruder Joseph und Michael, sowie zwei Schwestern, Maria Josefa und Anna Maria. Paul Anton studierte in Wien und Leiden und zeigte ein starkes Interesse für Kultur. Als ein typischer Esterházy unterstützte auch er die Habsburgerin Maria Theresia ab 1741 im Österreichischen Erbfolgekrieg. 1742 wurde er Regimentschef eines Husarenregimentes. Aufgrund zahlreicher Erfolge auf den Schlachtfeldern ernannte man den Fürsten 1747 zum Feldmarschall-Leutnant und sandte ihn nach dem Krieg als kaiserlichen Gesandten nach Neapel. Dort blieb er von 1750 bis 1753.
Ab 1756 kämpfte er im Siebenjährigen Krieg als General der Kavallerie mit, doch er zog sich 1758, schon im Range eines Feldmarschalls, vom Militärdienst zurück. Er kümmerte sich nun verstärkt um humanitäre und kulturelle Angelegenheiten, wie z. B. die Reorganisation seines Hoforchesters durch die Anstellung Joseph Haydns als Vizekapellmeister.
Paul II. Anton war mit Maria Anna Louisa (aus der Familie der Marchesi Lunatti-Visconti) verheiratet. Der kinderlos verstorbene Fürst wurde von seinem Bruder Nikolaus beerbt. Er ist in der Familiengruft im Franziskanerkloster Eisenstadt bestattet.